# Jordbävningen i Turkiet och Syrien 2023

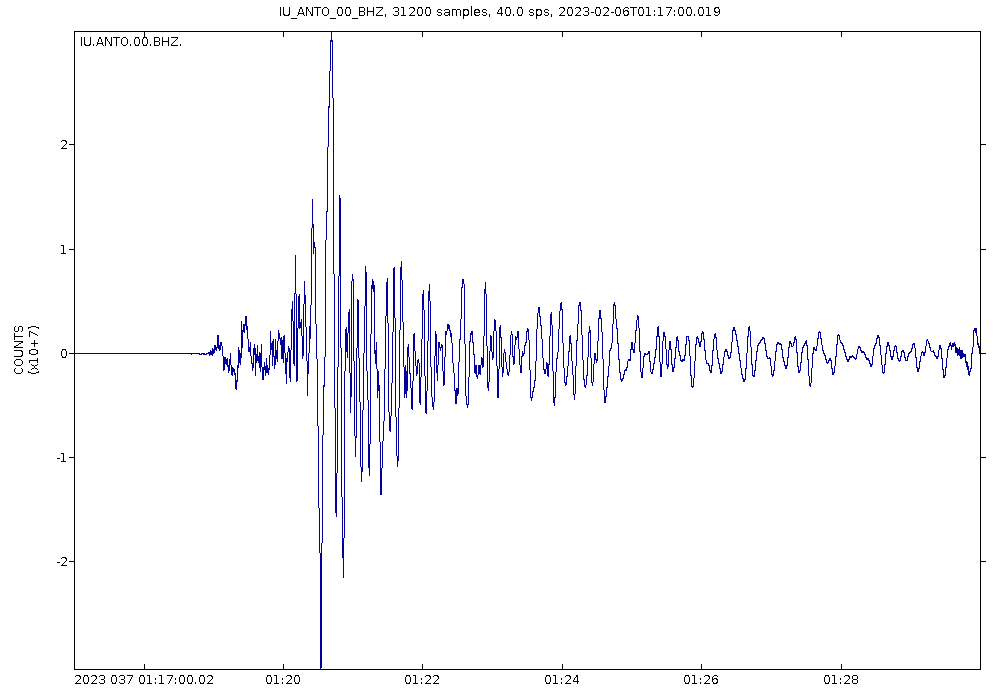
Seismogram från Ankaras seismiska station visar markrörelser under jordbävningen med magnituden 7,8.

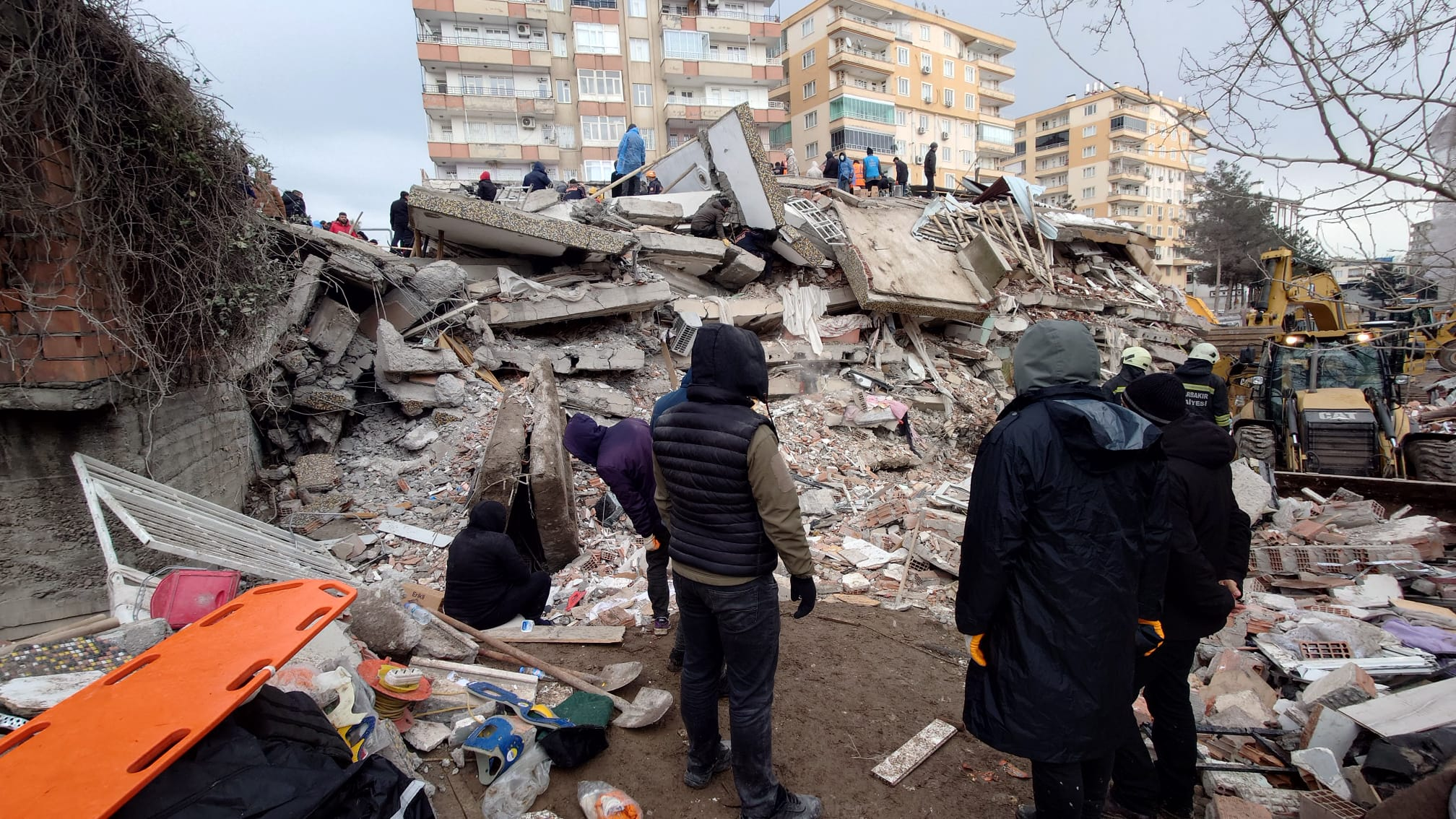
Skadade byggnader i Diyarbakır.

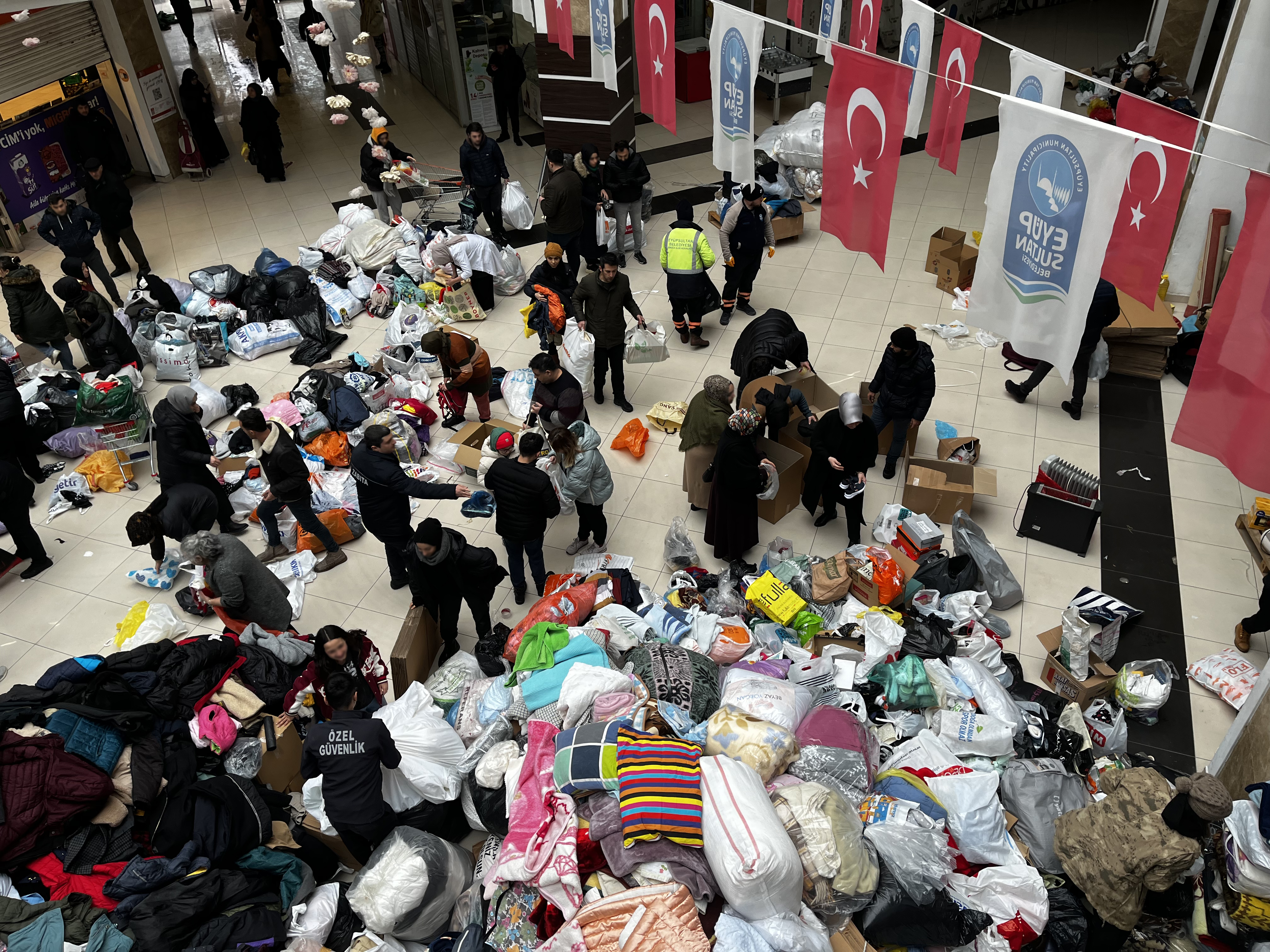
Bistånd som samlats in för att skickas till jordbävningsområdet.

Jordbävningen i Turkiet och Syrien 2023 (turkiska: 2023 Türkiye-Suriye depremleri; arabiska: زلزالا تركيا وسوريا 2023) var en serie jordskalv den 6 februari 2023 som drabbade staden Gaziantep och omgivande områden i södra Turkiet samt delar av norra Syrien.
Jordbävningen uppmättes till 7,8 på momentmagnitudskalan och är den kraftigaste jordbävningen som uppmätts i Turkiet sedan jordbävningen i Erzincan 1939 och jordbävningen i İzmit 1999. Den uppges vara den dödligaste jordbävningen i världen sedan jordbävningen i Haiti 2010.

## Efterskalv
| Datum       | Tid (UTC) | M       | Djup (km) | Not    |
| ----------- | --------- | ------- | --------- | ------ |
| 6 februari  | 01:17     | 7,8–8,0 | 17,9      |        |
| 6 februari  | 01:26     | 5,6     | 17,0      | [ 7 ]  |
| 6 februari  | 01:28     | 6,7     | 14,5      |        |
| 6 februari  | 01:36     | 5,6     | 10,0      | [ 8 ]  |
| 6 februari  | 01:58     | 5,1     | 10,0      | [ 9 ]  |
| 6 februari  | 02:01     | 4,8     | 10,4      | [ 10 ] |
| 6 februari  | 02:03     | 5,5     | 10,0      | [ 11 ] |
| 6 februari  | 02:17     | 4,8     | 10,0      | [ 12 ] |
| 6 februari  | 02:23     | 5,2     | 11,4      | [ 13 ] |
| 6 februari  | 02:54     | 4,6     | 10,0      | [ 14 ] |
| 6 februari  | 03:04     | 4,7     | 17,9      | [ 15 ] |
| 6 februari  | 03:12     | 4,5     | 12,6      | [ 16 ] |
| 6 februari  | 03:28     | 4,4     | 16,0      | [ 17 ] |
| 6 februari  | 03:45     | 4,8     | 15,4      | [ 18 ] |
| 6 februari  | 04:04     | 4,3     | 14,1      | [ 19 ] |
| 6 februari  | 04:14     | 4,4     | 16,7      | [ 20 ] |
| 6 februari  | 04:16     | 4,5     | 13,2      | [ 21 ] |
| 6 februari  | 04:18     | 5,0     | 14,5      | [ 22 ] |
| 6 februari  | 04:39     | 4,3     | 14,9      | [ 23 ] |
| 6 februari  | 04:47     | 4,4     | 10,0      | [ 24 ] |
| 6 februari  | 05:01     | 4,6     | 20,2      | [ 25 ] |
| 6 februari  | 05:36     | 4,6     | 10,6      | [ 26 ] |
| 6 februari  | 05:55     | 4,5     | 16,5      | [ 27 ] |
| 6 februari  | 06:26     | 5,0     | 10,0      | [ 28 ] |
| 6 februari  | 06:54     | 4,8     | 10,0      | [ 29 ] |
| 6 februari  | 07:08     | 4,6     | 13,4      | [ 30 ] |
| 6 februari  | 08:01     | 4,5     | 10,0      | [ 31 ] |
| 6 februari  | 08:52     | 4,8     | 10,0      | [ 32 ] |
| 6 februari  | 09:23     | 4,6     | 10,0      | [ 33 ] |
| 6 februari  | 09:36     | 4,3     | 10,0      | [ 34 ] |
| 6 februari  | 10:24     | 7,5–7,7 | 10,0      |        |
| 6 februari  | 10:35     | 5,8     | 10,0      | [ 35 ] |
| 6 februari  | 10:51     | 5,7     | 10,0      | [ 36 ] |
| 6 februari  | 11:01     | 5,0     | 10,0      | [ 37 ] |
| 6 februari  | 11:05     | 5,2     | 10,0      | [ 38 ] |
| 6 februari  | 11:11     | 4,9     | 18,0      | [ 39 ] |
| 6 februari  | 12:02     | 6,0     | 10,0      | [ 40 ] |
| 6 februari} | 12:13     | 4,8     | 10,0      | [ 41 ] |
| 6 februari  | 12:34     | 4,9     | 13,0      | [ 42 ] |
| 6 februari  | 12:36     | 4,7     | 10,0      | [ 43 ] |
| 6 februari  | 13:00     | 4,5     | 10,0      | [ 44 ] |
| 6 februari  | 13:07     | 5,0     | 17,1      | [ 45 ] |
| 6 februari  | 13:17     | 4,5     | 10,0      | [ 46 ] |
| 6 februari  | 13:39     | 5,1     | 10,0      | [ 47 ] |
| 6 februari  | 13:44     | 5,0     | 10,0      | [ 48 ] |
| 6 februari  | 15:14     | 5,3     | 10,0      | [ 49 ] |
| 6 februari  | 15:33     | 5,2     | 8,8       | [ 50 ] |
| 6 februari  | 16:26     | 4,8     | 10,0      | [ 51 ] |

### Fotnoter
1. ↑  ”Kraftig jordbävning i Turkiet: Över 3 000 döda”. Expressen. 6 februari 2023. https://www.expressen.se/nyheter/kraftig-jordbavning-i-turkiet/. Läst 6 februari 2023.
2. ↑  Radlovacki, Natalie; Wikén, Erik (6 februari 2023). ”Turkiet drabbat av kraftiga jordbävningar”. SVT Nyheter. https://www.svt.se/nyheter/utrikes/turkiet-drabbat-av-kraftig-jordbavning. Läst 6 februari 2023.
3. ↑  ”Live updates: Over 3,000 dead after two massive earthquakes strike Turkey and Syria” (på engelska). NBC News. https://www.nbcnews.com/news/world/live-blog/turkey-syria-earthquake-live-updates-rcna69266. Läst 6 februari 2023.
4. ↑  ”5000 döda i jordbävningen. Sydsvenska Dagbladet, läst 7 feb 2023.”. https://www.sydsvenskan.se/2023-02-07/over-5-000-doda--sjukhus-overfulla-efter-skalv.
5. ↑  ”A magnitude 7.8 earthquake struck overnight near Nurdağı, Turkey on February 6 at 01:17 UTC.”. USGS - U.S. Geological Survey. 6 februari 2023. https://www.usgs.gov/news/featured-story/magnitude-78-earthquake-nurdagi-turkey. Läst 7 februari 2023.
6. ↑  Majlard, Jan (6 februari 2023). ”Expert: 0,2 mer på skalan blir dubbla kraften”. Svenska Dagbladet. ISSN 1101-2412. https://www.svd.se/a/P4j787/jordskalvet-i-turkiet-sa-fungerar-richterskalan. Läst 6 februari 2023.
7. ↑  ”M 5.6 – 23 km NE of Musabeyli, Turkey”. M 5.6 – 23 km NE of Musabeyli, Turkey. United States Geological Survey. https://earthquake.usgs.gov/earthquakes/eventpage/us6000jlnn/executive.
8. ↑  ”M 5.6 – 16 km S of Nurdağı, Turkey”. M 5.6 – 16 km S of Nurdağı, Turkey. United States Geological Survey. https://earthquake.usgs.gov/earthquakes/eventpage/us6000jlm9/.
9. ↑  ”M 5.1 – 6 km ESE of Hasanbeyli, Turkey”. M 5.1 – 6 km ESE of Hasanbeyli, Turkey. United States Geological Survey. https://earthquake.usgs.gov/earthquakes/eventpage/us6000jlmf/.
10. ↑  ”M 4.8 – 23 km SW of Pazarcık, Turkey”. M 4.8 – 23 km SW of Pazarcık, Turkey. United States Geological Survey. https://earthquake.usgs.gov/earthquakes/eventpage/us6000jlmy/.
11. ↑  ”M 5.5 – 2 km S of Tut, Turkey”. M 5.5 – 2 km S of Tut, Turkey. United States Geological Survey. https://earthquake.usgs.gov/earthquakes/eventpage/us6000jlmh/.
12. ↑  ”M 4.8 – 10 km SSW of Nurdağı, Turkey”. M 4.8 – 10 km SSW of Nurdağı, Turkey. United States Geological Survey. https://earthquake.usgs.gov/earthquakes/eventpage/us6000jlmm/.
13. ↑  ”M 5.2 – 21 km E of Nurdağı, Turkey”. M 5.2 – 21 km E of Nurdağı, Turkey. United States Geological Survey. https://earthquake.usgs.gov/earthquakes/eventpage/us6000jlmn/.
14. ↑  ”M 4.6 – 15 km E of Denizciler, Turkey”. M 4.6 – 15 km E of Denizciler, Turkey. United States Geological Survey. https://earthquake.usgs.gov/earthquakes/eventpage/us6000jlmv/.
15. ↑  ”M 4.7 – eastern Turkey”. earthquake.usgs.gov. https://earthquake.usgs.gov/earthquakes/eventpage/us6000jln0/.
16. ↑  ”M 4.5 – central Turkey”. M 4.5 – central Turkey. United States Geological Survey. https://earthquake.usgs.gov/earthquakes/eventpage/us6000jln3/.
17. ↑  ”M 4.4 – 6 km NW of Sincik, Turkey”. M 4.4 – 6 km NW of Sincik, Turkey. United States Geological Survey. https://earthquake.usgs.gov/earthquakes/eventpage/us6000jln5/.
18. ↑  ”M 4.8 – 18 km N of Sincik, Turkey”. M 4.8 – 18 km N of Sincik, Turkey. United States Geological Survey. https://earthquake.usgs.gov/earthquakes/eventpage/us6000jln9/.
19. ↑  ”M 4.3 – Central Turkey”. M 4.3 – Central Turkey. United States Geological Survey. https://earthquake.usgs.gov/earthquakes/eventpage/us6000jlnc/.
20. ↑  ”M 4.4 – eastern Turkey”. M 4.4 – eastern Turkey. United States Geological Survey. https://earthquake.usgs.gov/earthquakes/eventpage/us6000jlne/.
21. ↑  ”M 4.5 – 3 km ENE of Pazarcık, Turkey”. M 4.5 – 3 km ENE of Pazarcık, Turkey. United States Geological Survey. https://earthquake.usgs.gov/earthquakes/eventpage/us6000jlnd/.
22. ↑  ”M 5.0 – eastern Turkey”. M 5.0 – eastern Turkey. United States Geological Survey. https://earthquake.usgs.gov/earthquakes/eventpage/us6000jlnf/.
23. ↑  ”M 4.3 – 14 km W of Gölbaşı, Turkey”. M 4.3 – 14 km W of Gölbaşı, Turkey. United States Geological Survey. https://earthquake.usgs.gov/earthquakes/eventpage/us6000jlnq/.
24. ↑  ”M 4.4 – 8 km SW of Hassa, Turkey”. M 4.4 – 8 km SW of Hassa, Turkey. United States Geological Survey. https://earthquake.usgs.gov/earthquakes/eventpage/us6000jlns/.
25. ↑  ”M 4.6 – central Turkey”. M 4.6 – central Turkey. United States Geological Survey. https://earthquake.usgs.gov/earthquakes/eventpage/us6000jlnv/.
26. ↑  ”M 4.6 – 3 km E of Anayazı, Turkey”. M 4.6 – 3 km E of Anayazı, Turkey. United States Geological Survey. https://earthquake.usgs.gov/earthquakes/eventpage/us6000jlp0/.
27. ↑  ”M 4.5 – 16 km WSW of Sincik, Turkey”. M 4.5 – 16 km WSW of Sincik, Turkey. United States Geological Survey. https://earthquake.usgs.gov/earthquakes/eventpage/us6000jlp1/.
28. ↑  ”M 5.0 – 12 km NW of İskenderun, Turkey”. M 5.0 – 12 km NW of İskenderun, Turkey. United States Geological Survey. https://earthquake.usgs.gov/earthquakes/eventpage/us6000jlp5/.
29. ↑  ”M 4.8 – 14 km SE of Çağlayancerit, Turkey”. M 4.8 – 14 km SE of Çağlayancerit, Turkey. United States Geological Survey. https://earthquake.usgs.gov/earthquakes/eventpage/us6000jlp9/.
30. ↑  ”M 4.6 – 12 km SE of Aşağı Karafakılı, Turkey”. M 4.6 – 12 km SE of Aşağı Karafakılı, Turkey. United States Geological Survey. https://earthquake.usgs.gov/earthquakes/eventpage/us6000jlpb/.
31. ↑  ”M 4.5 - 14 km SSW of Aşağı Karafakılı, Turkey”. M 4.5 - 14 km SSW of Aşağı Karafakılı, Turkey. United States Geological Survey. https://earthquake.usgs.gov/earthquakes/map/?currentFeatureId=us6000jlpp&extent=33.02709,28.07007&extent=40.80549,45.64819&listOnlyShown=true.
32. ↑  ”M 4.8 - 7 km SW of Pazarcık, Turkey”. M 4.8 - 7 km SW of Pazarcık, Turkey. United States Geological Survey. https://earthquake.usgs.gov/earthquakes/eventpage/us6000jlpv/.
33. ↑  ”M 4.6 - Turkey-Syria border region”. M 4.6 - Turkey-Syria border region. United States Geological Survey. https://earthquake.usgs.gov/earthquakes/eventpage/us6000jlq1/.
34. ↑  ”M 4.3 - Central Turkey”. M 4.3 - Central Turkey. United States Geological Survey. https://earthquake.usgs.gov/earthquakes/map/?currentFeatureId=us6000jlq5&extent=33.02709,28.07007&extent=40.80549,45.64819&listOnlyShown=true.
35. ↑  ”M 5.8 - 13 km SW of Doğanşehir, Turkey”. M 5.8 - 13 km SW of Doğanşehir, Turkey. United States Geological Survey. https://earthquake.usgs.gov/earthquakes/map/?currentFeatureId=us6000jlqe&extent=33.02709,28.07007&extent=40.80549,45.64819&listOnlyShown=true.
36. ↑  ”M 5.7 - eastern Turkey”. M 5.7 - eastern Turkey. United States Geological Survey. https://earthquake.usgs.gov/earthquakes/map/?currentFeatureId=us6000jlql&extent=33.02709,28.07007&extent=40.80549,45.64819&listOnlyShown=true.
37. ↑  ”M 5.0 - 6 km W of Pazarcık, Turkey”. M 5.0 - 6 km W of Pazarcık, Turkey. United States Geological Survey. https://earthquake.usgs.gov/earthquakes/eventpage/us6000jlqy/.
38. ↑  ”M 5.2 - 20 km ESE of Göksun, Turkey”. M 5.2 - 20 km ESE of Göksun, Turkey. United States Geological Survey. https://earthquake.usgs.gov/earthquakes/map/?currentFeatureId=us6000jlqr&extent=33.02709,28.07007&extent=40.80549,45.64819&listOnlyShown=true.
39. ↑  ”M 4.9 - 8 km N of Çağlayancerit, Turkey”. M 4.9 - 8 km N of Çağlayancerit, Turkey. United States Geological Survey. https://earthquake.usgs.gov/earthquakes/eventpage/us6000jlqx/.
40. ↑  ”M 6.0 - 5 km NE of Göksun, Turkey”. M 6.0 - 5 km NE of Göksun, Turkey. United States Geological Survey. https://earthquake.usgs.gov/earthquakes/eventpage/us6000jlqa/.
41. ↑  ”M 4.8 - 7 km SSW of Nurhak, Turkey”. M 4.8 - 7 km SSW of Nurhak, Turkey. United States Geological Survey. https://earthquake.usgs.gov/earthquakes/eventpage/us6000jlrg/.
42. ↑  ”M 4.9 - 9 km N of Çelikhan, Turkey”. M 4.9 - 9 km N of Çelikhan, Turkey. United States Geological Survey. https://earthquake.usgs.gov/earthquakes/eventpage/us6000jlrj/.
43. ↑  ”M 4.7 - 8 km N of Çelikhan, Turkey”. M 4.7 - 8 km N of Çelikhan, Turkey. United States Geological Survey. https://earthquake.usgs.gov/earthquakes/eventpage/us6000jlrk/.
44. ↑  ”M 4.5 - 13 km WSW of Darende, Turkey”. M 4.5 - 13 km WSW of Darende, Turkey. United States Geological Survey. https://earthquake.usgs.gov/earthquakes/eventpage/us6000jlrt/.
45. ↑  ”M 5.0 - 3 km NNW of Nurhak, Turkey”. M 5.0 - 3 km NNW of Nurhak, Turkey. United States Geological Survey. https://earthquake.usgs.gov/earthquakes/eventpage/us6000jlrv/.
46. ↑  ”M 4.9 - 20 km SW of Göksun, Turkey”. M 4.9 - 20 km SW of Göksun, Turkey. United States Geological Survey. https://earthquake.usgs.gov/earthquakes/eventpage/us6000jls0/.
47. ↑  ”M 5.1 - 3 km ENE of Kahramanmaraş, Turkey”. M 5.1 - 3 km ENE of Kahramanmaraş, Turkey. United States Geological Survey. https://earthquake.usgs.gov/earthquakes/eventpage/us6000jls3/.
48. ↑  ”M 5.0 - 7 km SE of Nurhak, Turkey”. M 5.0 - 7 km SE of Nurhak, Turkey. United States Geological Survey. https://earthquake.usgs.gov/earthquakes/eventpage/us6000jls6/.
49. ↑  ”M 5.3 - 12 km NE of Gölbaşı, Turkey”. M 5.3 - 12 km NE of Gölbaşı, Turkey. United States Geological Survey. https://earthquake.usgs.gov/earthquakes/eventpage/us6000jlsq/.
50. ↑  ”M 5.2 - 15 km NNW of Çelikhan, Turkey”. M 5.2 - 15 km NNW of Çelikhan, Turkey. United States Geological Survey. https://earthquake.usgs.gov/earthquakes/eventpage/us6000jlsu/.
51. ↑  ”M 4.8 - 10 km E of Göksun, Turkey”. M 4.8 - 10 km E of Göksun, Turkey. United States Geological Survey. https://earthquake.usgs.gov/earthquakes/eventpage/us6000jlt1.